# ژان ویلوپره پاور
ژان ویلوپره پاور (انگلیسی: Jeanne Villepreux-Power; ۲۵ سپتامبر ۱۷۹۴ – ۲۵ ژانویهٔ ۱۸۷۱) (با نام تولد ژان ویلوپرو) زیست‌شناس دریایی پیشگام فرانسوی بود که توسط ریچارد اوون، زیست‌شناس انگلیسی، «مادر آکواریوم‌شناسی» لقب گرفت. در سال ۱۸۳۲، او اولین کسی بود که آکواریوم را برای آزمایش بر روی موجودات آبزی اختراع و ایجاد کرد. روش سیستماتیک استفاده از آکواریوم برای مطالعه زندگی دریایی که او ابداع کرد، هنوز هم مورد استفاده است. به عنوان یک محقق پیشرو در زمینه سرپایان، او ثابت کرد که گونه آرگوناتا آرگو پوسته خود را تولید می‌کند، برخلاف تصور قبلی که این پوسته را از موجودات دیگر به دست می‌آورد. ویلپرو-پاور همچنین یک طراح لباس مشهور، نویسنده و حافظ محیط زیست بود و در سال ۱۸۳۲ به عنوان اولین زن عضو آکادمی جیوئنیا کاتانیا انتخاب شد.

## اوایل زندگی
او در روستای ژویاک در منطقه کورز فرانسه به عنوان فرزند ارشد یک کفاش و یک خیاط به دنیا آمد. تا ۱۸ سالگی در فرانسه روستایی زندگی کرد و در همان‌جا خواندن و نوشتن آموخت. تحصیلات او به جز این دو مهارت، بسیار ابتدایی بود. خانواده‌اش با بودجه محدودی زندگی می‌کردند و مادرش زمانی که او تنها ۱۱ سال داشت درگذشت.
در ۱۸ سالگی (۱۸۱۲) پیاده به پاریس رفت تا خیاط شود - مسافتی بیش از ۴۰۰ کیلومتر. در طول سفر، یکی از بستگان که مسئول همراهی او بود به وی حمله کرد و مدارک شناسایی‌اش را ربود. ویلپرو-پاور مجبور شد تا در یک کلانتری در اورلئان پناه بگیرد تا مدارک جدیدی دریافت کند. این تأخیر باعث شد فرصت شغلی اولیه‌اش از دست برود، اما سرانجام به عنوان دستیار خیاط مشغول به کار شد. او به تدریج مهارت‌هایش را ارتقا داد تا اینکه به یک طراح لباس شناخته شده تبدیل شد.
در سال ۱۸۱۶ با طراحی لباس عروسی پرنسس کارولین برای مراسم ازدواج با شارل-فرردینان دو بوربون به شهرت رسید. در سال ۱۸۱۸ با جیمز پاور، تاجر انگلیسی آشنا شد و ازدواج کرد و نام خانوادگی ویلپرو-پاور را برای خود انتخاب کرد. این زوج به سیسیل نقل مکان کردند و حدود ۲۵ سال در شهر مسینا ساکن شدند.

## ورود به دنیای علم
پس از نقل مکان به سیسیل بود که ویلپرو-پاور علاقه‌مند به ادامه تحصیلاتش شد. او شروع به مطالعه زمین‌شناسی، باستان‌شناسی و تاریخ طبیعی کرد و به‌ویژه به انجام مشاهدات و آزمایش‌های فیزیکی بر روی حیوانات دریایی و خشکی‌زی پرداخت. او قصد داشت فهرستی از اکوسیستم جزیره تهیه کند و این کار را در پیاده‌روی‌های مکررش در اطراف شهر انجام می‌داد. این طبیعت‌شناس خودآموخته با گشت‌وگذار در سیسیل، به فهرست‌برداری و توصیف گیاهان و جانوران آن پرداخت و نمونه‌هایی از کانی‌ها، فسیل‌ها، پروانه‌ها و صدف‌ها را جمع‌آوری کرد. او در طول سفرهایش نمونه‌ها را مستندسازی می‌کرد که بعدها در کتاب‌های «راهنمای سیسیل در زمینه تاریخ طبیعی و آثار باستانی» و «راهنمای سیسیل» گردآوری و منتشر شدند.
ویلپرو-پاور سپس مطالعه جدی‌تری را روی سرپایان و دیگر موجودات دریایی آغاز کرد و به وسیله‌ای نیاز داشت که امکان مشاهده طولانی‌مدت همان حیوانات دریایی را فراهم کند. در حالی که مشاهده حیوانات خشکی‌زی نسبتاً آسان بود، مطالعه حیات دریایی به مراتب دشوارتر بود. به همین دلیل، او شروع به توسعه محفظه‌های شیشه‌ای کرد و در نهایت سه مدل کاربردی برای مطالعه موجودات دریایی زنده در داخل و خارج از آب طراحی نمود. اولین مدل، آکواریومی شبیه به نمونه‌های امروزی بود؛ دومین مدل محفظه‌ای شیشه‌ای بود که درون محفظه‌ای دیگر در اقیانوس غوطه‌ور می‌شد؛ و سومین مدل قفسی لنگراندازی شده بود که برای موجودات دریایی بزرگتر مانند نرم‌تنان در اقیانوس قرار می‌گرفت. این ابداعات در آن زمان انقلابی محسوب می‌شدند، چرا که او اولین کسی بود که ثبت کرد برخی گونه‌های اختاپوس می‌توانند از ابزار برای باز کردن پوسته طعمه‌های خود استفاده کنند.